# Singapore Masters
Das Singapore Masters war ein von 2007 bis 2011 jährlich stattfindendes Squashturnier für Damen. Es wurde in Singapur ausgetragen und war Teil der WSA World Tour der Damen.
Bei der ersten Austragung 2007 gehörte das Turnier zur Kategorie WSA Gold 35 mit 43.500 US-Dollar Preisgeld. Ab 2008 gehörte es durchgängig bis 2011 zur Kategorie WSA Gold 45, das Preisgeld betrug dabei stets 53.500 US-Dollar. Viermal in Folge gewann Nicol David das Turnier, lediglich die letzte Austragung 2011 hatte mit Madeline Perry eine andere Siegerin.

## Finalergebnisse
| Jahr | Siegerin       | Finalgegnerin   | Ergebnis               |
| ---- | -------------- | --------------- | ---------------------- |
| 2011 | Madeline Perry | Laura Massaro   | 11:7, 11:8, 5:11, 11:9 |
| 2010 | Nicol David    | Alison Waters   | 18:16, 11:9, 12:10     |
| 2009 | Nicol David    | Natalie Grinham | 11:9, 11:8, 11:9       |
| 2008 | Nicol David    | Rachael Grinham | 8:11, 11:3, 11:5, 11:8 |
| 2007 | Nicol David    | Natalie Grinham | 9:6, 9:5, 9:5          |